# Harold Washington Library

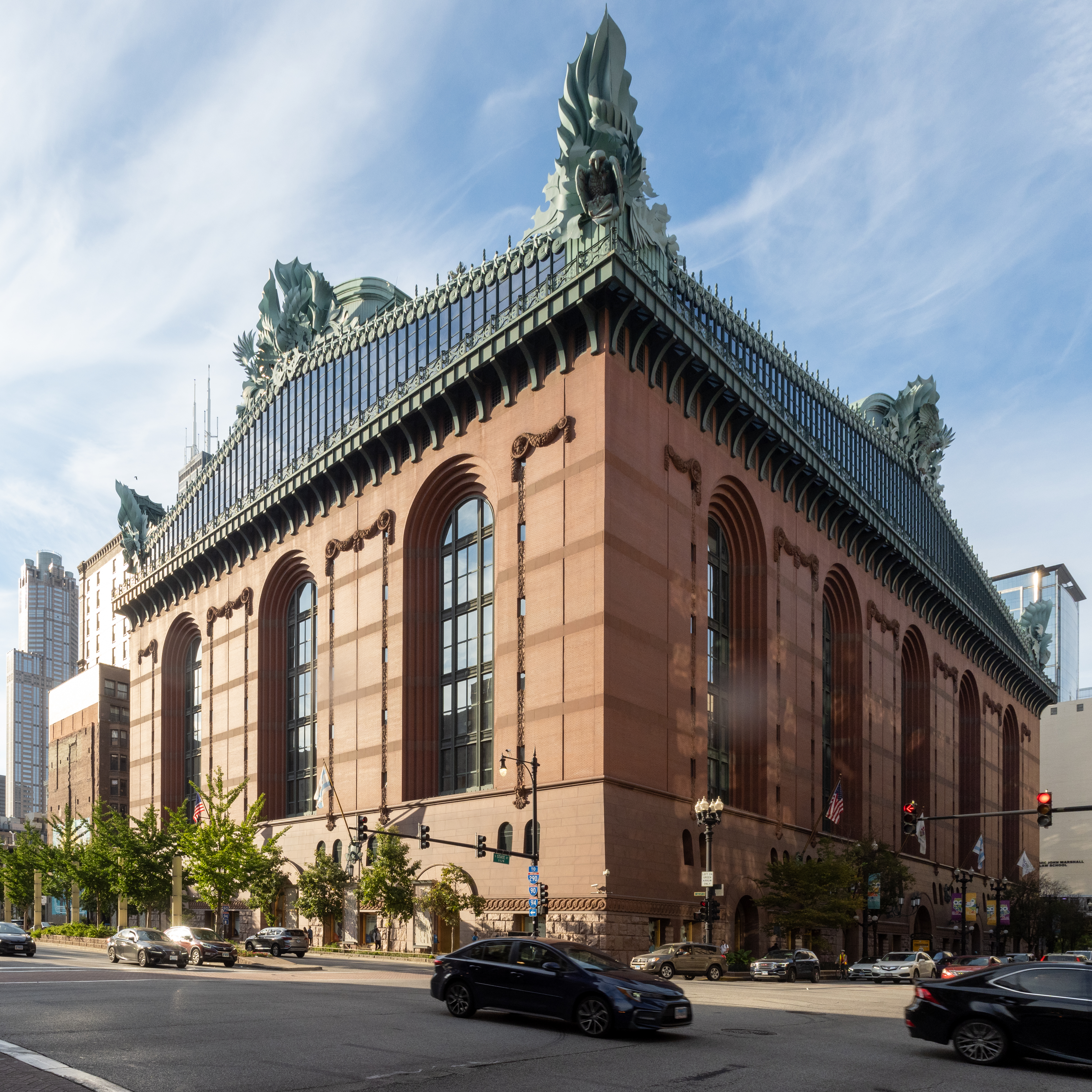
De Harold Washington Library

De Harold Washington Library, gelegen in de Amerikaanse stad Chicago, is de hoofdvestiging van de openbare bibliotheek aldaar. Het gebouw in postmoderne stijl werd geopend in 1991 en is vernoemd naar voormalig burgemeester Harold Washington.
De buitenkant is opgetrokken uit graniet en rode bakstenen in de stijl van Beaux-arts. De frontons zijn van glas, gevat in een stalen constructie en vormen zo grote ramen. De beschilderde aluminium akroterions op de gevel werden in 1993 toegevoegd. Op de negende verdieping is een wintertuin te vinden.